# Nazionale femminile di pallacanestro della Colombia
La nazionale femminile di pallacanestro della Colombia, selezione delle migliori giocatrici di pallacanestro di nazionalità colombiana, rappresenta la Colombia nelle competizioni internazionali femminili di pallacanestro organizzate dalla FIBA ed è gestita dalla Federazione cestistica della Colombia.

## Piazzamenti

### Campionati mondiali
- 1975 - 7º

### Campionati americani
- 1997 - 6º
- 2011 - 7º
- 2017 - 7º
- 2019 - 5º
- 2021 - 5º

- 2023 - 5º

### Campionati sudamericani
- 1950 - 6º
- 1956 - 7º
- 1967 - 6º
- 1970 - 7º
- 1972 - 6º

- 1977 - 5º
- 1978 - 4º
- 1981 -  3º
- 1984 -  1º
- 1986 -  3º

- 1989 - 5º
- 1991 -  2º
- 1993 - 4º
- 1997 -  3º
- 2005 -  2º

- 2006 -  3º
- 2008 - 5º
- 2010 -  3º
- 2013 - 6º
- 2016 -  3º

- 2018 -  3º
- 2022 -  3º

### Giochi panamericani
- 1971 - 7º
- 1975 - 6°
- 1987 - 7º

- 2007 - 5º
- 2011 - 4°
- 2019 - 4°

## Formazioni

### Campionati mondiali
Campionato mondiale femminile di pallacanestro 19754 León, 5 Duarte, 6 Torres, 7 Nieto, 8 Vásquez, 9 Martí, 10 Moreno, 11 Velandia, 12 Gómez, 13 Urdanivia, 14 Astorquiza, 15 Pizarro,        All. Alfredo Antolínez

### Campionati americani
Template:Colombia femminile di pallacanestro ai campionati americani 1997
Campionato americano femminile di pallacanestro 20114 Mendoza, 5 Valek, 6 García, 7 Sánchez, 8 Mosquera, 9 Palacio, 10 Martínez, 11 Muñoz, 12 Olarte, 13 Torres, 14 Quimbaya, 15 Díaz,        All. Luis Cuenca
Campionato americano femminile di pallacanestro 20172 Tapias, 5 Prens, 6 Delgado, 7 Caicedo, 8 Ríos, 9 Palacio, 10 Martínez, 11 Vente, 12 Muñoz, 13 de la Rosa, 15 Mosquera, 16 Asprilla,        All. Luis Cuenca
Campionato americano femminile di pallacanestro 20194 Ríos, 5 Coy, 6 Paz, 7 Caicedo, 8 López, 9 Palacio, 10 Martínez, 11 Arias, 12 Muñoz, 14 Venté, 15 González,        All. Luis Cuenca
Campionato americano femminile di pallacanestro 20214 Ríos, 6 Paz, 7 Caicedo, 8 López, 9 Palacio, 10 Martínez, 11 Arias, 14 Venté, 15 Mosquera, 16 Asprilla, 19 González,        All. Luis Cuenca

### Campionati sudamericani
Campionato sudamericano femminile di pallacanestro 1950Archial, Cubillos, Fandino, Gaitán, Gómez, Ossa, Zabala, All. -
Campionato sudamericano femminile di pallacanestro 1984Aristizábal, Arizala, Gómez, Hinestroza, Lamprea, León, Lozano, Martí, Ordóñez, Ortiz, Torijano, Villamil, All. Guillermo Moreno
Campionato sudamericano femminile di pallacanestro 1993Alfonso, Arias, Echeverría, Gil, Lamprea, Lozano, Mondragón, Orozco, Pérez, Rodríguez, Torijano, Villamil, All. Patricia Cárdenas
Campionato sudamericano femminile di pallacanestro 20054 Robledo, 5 Valek, 6 Pinilla, 7 Perlaza, 9 Monsalve, 10 Estrada, 11 Arias, 12 Mosquera, 13 Cabezas, 14 Avendaño, 15 Díaz,        All. Guillermo Moreno
Campionato sudamericano femminile di pallacanestro 20064 G. Mosquera, 5 Valek, 6 Pinilla, 7 N. Mosquera, 8 Rico, 9 Cabezas, 10 Estrada, 11 Arias, 12 Robledo, 13 Torres, 14 Avendaño, 15 Díaz,        All. Guillermo Moreno
Campionato sudamericano femminile di pallacanestro 20084 Mendoza, 5 Osorio, 6 García, 7 Mosquera, 8 Quinchía, 9 Mesa, 10 Atehortúa, 11 Palacio, 12 Estrada, 14 Olarte, 15 Díaz,        All. Evelio Cano
Campionato sudamericano femminile di pallacanestro 20104 Robledo, 5 Valek, 6 García, 7 Sánchez, 8 Mosquera, 9 Palacio, 10 Martínez, 11 Arias, 12 Asprilla, 13 Torres, 14 Avendaño, 15 Mendoza,        All. Luis Cuenca
Campionato sudamericano femminile di pallacanestro 20134 Alonso, 5 García, 6 Avendaño, 7 Olarte, 8 Sánchez, 9 Palacio, 10 Martínez, 11 Asprilla, 12 Muñoz, 13 Venté, 14 Prens, 15 Mosquera,        All. Luis Cuenca
Campionato sudamericano femminile di pallacanestro 20164 Mendoza, 5 Prens, 6 Delgado, 7 Tapias, 8 Ríos, 9 Palacio, 10 Martínez, 11 Venté, 12 Muñoz, 13 Torres, 14 Cordoba, 15 Mosquera,        All. Luis Cuenca
Campionato sudamericano femminile di pallacanestro 20184 Ríos, 5 Prens, 6 Paz, 7 Caicedo, 8 López, 9 Palacio, 10 Martínez, 11 Arias, 12 Muñoz, 14 Venté, 15 Mosquera, 20 Cordoba,        All. Luis Cuenca
Campionato sudamericano femminile di pallacanestro 20224 Ríos, 5 Coy, 6 Paz, 7 Caicedo, 9 Palacio, 10 Martínez, 12 Muñoz, 13 Rodríguez, 14 Venté, 15 Valencia, 19 González, 22 Delgado,        All. Luis Cuenca

### Giochi panamericani
Pallacanestro femminile ai VI Giochi panamericaniAgudelo, Castellanos, Castillo, Cudeyro, Duarte, Gusmán, Lucía M., Moreno, Nieto, Sandoval, Vásquez, Velegas, All. Eugenio Luzcando
Pallacanestro femminile ai VII Giochi panamericani4 León, 5 Duarte, 6 Torres, 7 Nieto, 8 Vásquez, 9 Martí, 10 Moreno, 11 Velandia, 12 Gómez, 13 Urdanivia, 14 Astorquiza, 15 Pizarro,        All. Alfredo Antolínez
Pallacanestro femminile ai X Giochi panamericani4 Segura, 5 M. Ocoró, 6 Gómez, 7 Ordóñez, 8 Lozano, 9 Rivas, 10 Torijano, 11 Arizala, 12 Castillo, 13 Castañeda, 14 Hinestroza, 15 S. Ocoró,        All. -
Pallacanestro femminile ai XV Giochi panamericani4 Robledo, 5 G. Mosquera, 6 Pinilla, 7 N. Mosquera, 8 Atehortua, 9 Mesa, 10 Palacios, 11 Arias, 12 Estrada, 13 Torres, 14 Martínez, 15 Díaz,        All. Guilhermo Moreno
Pallacanestro femminile ai XVI Giochi panamericani4 Mendoza, 5 Alonso, 6 García, 7 Sánchez, 8 Mosquera, 9 Palacio, 10 Martínez, 11 Muñoz, 12 Olarte, 13 Torres, 14 Quimbaya, 15 Díaz,        All. Luis Cuenca
Pallacanestro femminile ai XVIII Giochi panamericani4 Ríos, 5 Prens, 6 Paz, 7 Caicedo, 8 López, 9 Palacio, 10 Martínez, 11 Arias, 12 Muñoz, 14 Venté, 15 Mosquera, 17 Álvarez,        All. Luis Cuenca